# 雷暢故居
雷暢故居位於四川省樂山市井研縣，文物遺址年代判定為清代。2007年6月1日公佈為四川省第七批文物保護單位。